# Epimedium davidii
Epimedium davidii är en berberisväxtart som beskrevs av Adrien René Franchet. Epimedium davidii ingår i släktet sockblommor, och familjen berberisväxter. Inga underarter finns listade i Catalogue of Life.